# Amir Bagheri

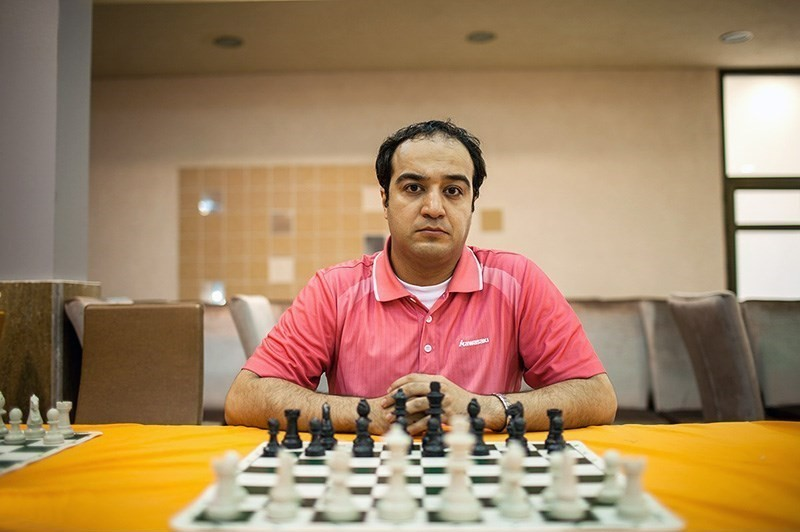
Amir Bagheri

Amir Bagheri (20 november 1978) is een Iraans schaker. Sinds 2003 is hij een grootmeester (GM). 

## Carrière
In 1995 nam hij deel aan de Aziatische teamkampioenschappen. In 1998 werd hij een Internationaal Meester (IM). Hij kwalificeerde zich voor het FIDE WK Schaken 1999 maar speelde niet vanwege problemen met het visum.
Bij het FIDE WK Schaken 2000 werd hij in de eerste ronde uitgeschakeld.
Hij was in 2003 de tweede Iraniër die de grootmeestertitel verkreeg.
Van 2005 tot 2007 speelde hij voor Frankrijk.
Bagheri speelde voor Iran in de Schaakolympiades van 1998, 2000 en 2008.
In augustus 2005 eindigde hij in het toernooi om het kampioenschap van Frankrijk met 5.5 punten uit 11 ronden op de achtste plaats.
Sinds maart 2021 mag Bagheri spelen namens Monaco; hij is Frans staatsburger.